# Філліпс (округ, Канзас)
Шаблон:StateAbbr_ 39°48′ пн. ш. 99°21′ зх. д. / 39.8° пн. ш. 99.35° зх. д.
Округ Філліпс (англ. Phillips County) — округ (графство) у штаті Канзас, США. Ідентифікатор округу 20147.

## Історія
Округ утворений 1867 року.

## Демографія
За даними перепису 
2000 року 
загальне населення округу становило 6001 осіб, зокрема міського населення було 2679, а сільського — 3322.
Серед мешканців округу чоловіків було 2921, а жінок — 3080. В окрузі було 2496 домогосподарств, 1723 родин, які мешкали в 3088 будинках.
Середній розмір родини становив 2,89.
Віковий розподіл населення поданий у таблиці:
| Стать    | До 15 років | 15-21 | 22-29 | 30-39 | 40-49 | 50-65 | 65-85 | Понад 85 |
| -------- | ----------- | ----- | ----- | ----- | ----- | ----- | ----- | -------- |
| Чоловіки | 604         | 267   | 200   | 364   | 439   | 521   | 453   | 73       |
| Жінки    | 568         | 231   | 206   | 348   | 420   | 522   | 607   | 178      |

## Суміжні округи
- Гарлан, Небраска — північ
- Франклін, Небраска — північний схід
- Сміт — схід
- Рукс — південь
- Грем — південний захід
- Нортон — захід

## Виноски
1. ↑  U.S. Decennial Census. United States Census Bureau. Процитовано 28 липня 2014.
2. ↑  Historical Census Browser. University of Virginia Library. Архів оригіналу за 11 серпня 2012. Процитовано 28 липня 2014.
3. ↑  Population of Counties by Decennial Census: 1900 to 1990. United States Census Bureau. Процитовано 28 липня 2014.
4. ↑  Census 2000 PHC-T-4. Ranking Tables for Counties: 1990 and 2000 (PDF). United States Census Bureau. Процитовано 28 липня 2014.
5. ↑  State & County QuickFacts. United States Census Bureau. Архів оригіналу за 6 серпня 2011. Процитовано 28 липня 2014. [Архівовано 2011-08-06 у Wayback Machine.](англ.) Наведено за англійською вікіпедією.
6. ↑  American FactFinder. Бюро перепису населення США. Архів оригіналу за 26 лютого 2012. Процитовано 31 січня 2008. [Архівовано 2008-05-21 у Wayback Machine.]

| США | Це незавершена стаття з географії США. Ви можете допомогти проєкту, виправивши або дописавши її. |